# Kazimierz Gilarski

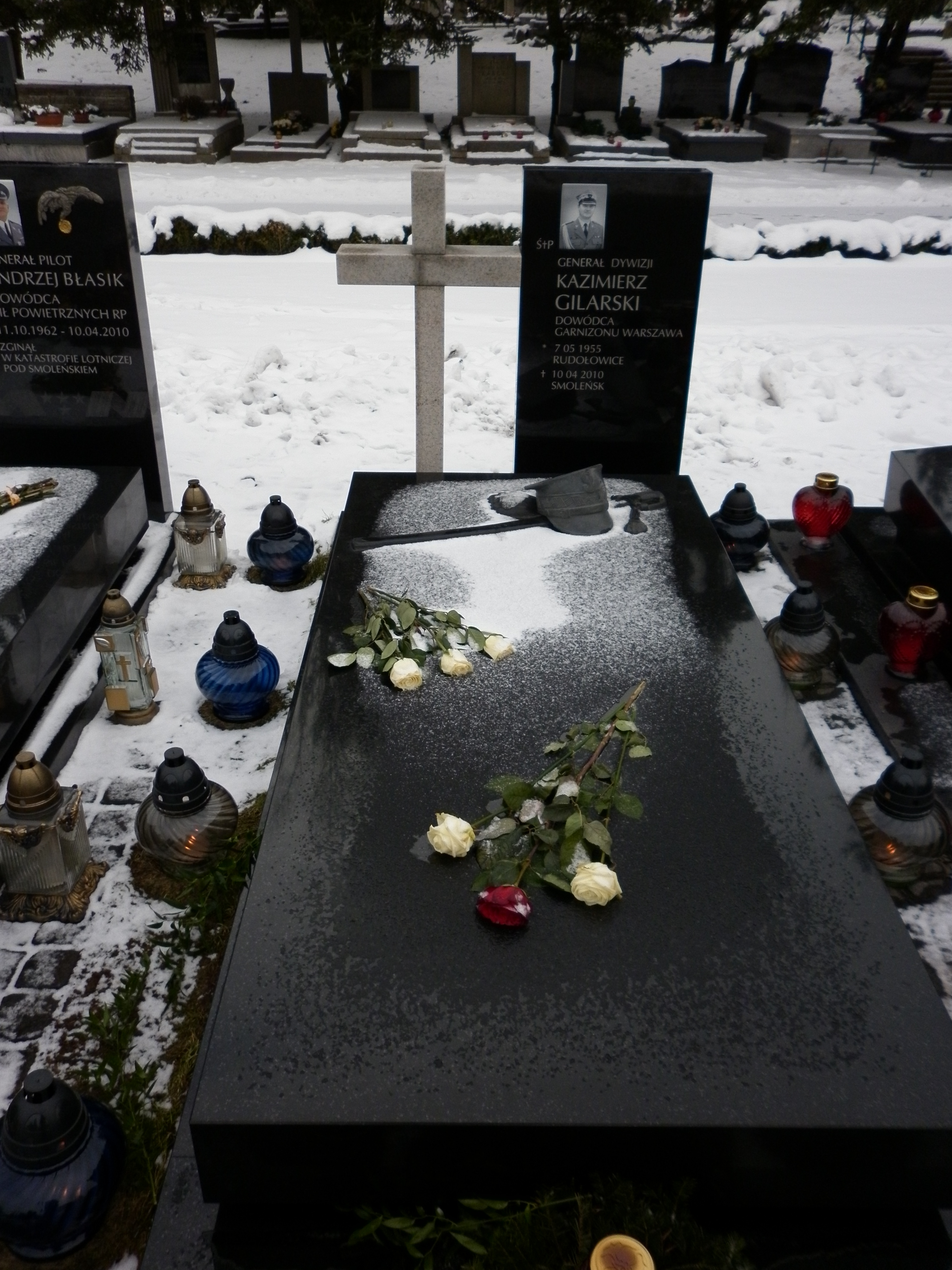
Grób Kazimierza Gilarskiego na Powązkach (2011)

Kazimierz Gilarski (ur. 7 maja 1955 w Rudołowicach, zm. 10 kwietnia 2010 w Smoleńsku) – generał brygady Wojska Polskiego.

## Życiorys
W latach 1974–1978 był podchorążym Wyższej Szkoły Oficerskiej Wojsk Zmechanizowanych im. Tadeusza Kościuszki we Wrocławiu. Zawodową służbę wojskową rozpoczął w 1978 w Komendzie Garnizonu m. st. Warszawy, pełniąc kolejno funkcje – dowódcy plutonu i zastępcy dowódcy kompanii wart honorowych. W latach 1982–1991 kontynuował służbę na stanowiskach – pomocnika szefa wydziału ds. uroczystości i imprez wojskowych, starszego oficera wydziału operacyjnego oraz szefa tego wydziału. Był współautorem Ceremoniału Wojskowego.
W 1989 ukończył studia magisterskie w Wyższej Szkole Pedagogicznej w Krakowie, a następnie Podyplomowe Studium Pedagogiki w Akademii Obrony Narodowej.
W 1993 został mianowany zastępcą komendanta garnizonu i awansowany do stopnia pułkownika. Jesienią 2005 roku objął stanowisko komendanta Garnizonu Warszawa. W dniu 11 listopada 2006 otrzymał nominację na stopień generała brygady oraz wyznaczony został na stanowisko dowódcy Garnizonu Warszawa.
Zginął w katastrofie polskiego samolotu Tu-154M w Smoleńsku 10 kwietnia 2010 w drodze na obchody 70. rocznicy zbrodni katyńskiej.
15 kwietnia 2010 Marszałek Sejmu wykonujący obowiązki Prezydenta RP, Bronisław Komorowski mianował go pośmiertnie na stopień generała dywizji.
24 kwietnia został pochowany w Kwaterze Smoleńskiej na Cmentarzu Wojskowym na Powązkach.

## Życie prywatne
Był żonaty, miał córkę i syna. Interesował się historią wojskowości, sportem i turystyką. Znał język niemiecki.

## Ordery i odznaczenia
- Krzyż Komandorski Orderu Odrodzenia Polski (2010, pośmiertnie)[4]
- Krzyż Oficerski Orderu Odrodzenia Polski (2008)[5]
- Krzyż Kawalerski Orderu Odrodzenia Polski (2004)[6]
- Złoty Krzyż Zasługi (1999)[7]
- Srebrny Krzyż Zasługi (1991)
- Srebrny Medal „Siły Zbrojne w Służbie Ojczyzny” (1988)
- Złoty Medal „Za zasługi dla obronności kraju” (1998)
- Złoty Medal „Opiekun Miejsc Pamięci Narodowej” (2008)
- Odznaka Honorowa „Bene Merito” (2009)[8]
- Odznaka Skoczka Spadochronowego Wojsk Powietrznodesantowych
- Wielki Oficer Orderu Zasługi (2008, Portugalia)[9]
- Odznaka honorowa „Zasłużony dla Województwa Podkarpackiego” (pośmiertnie, 2010)[10]
- Odznaka honorowa „Zasłużony dla Warszawy” (pośmiertnie, 2010)[11]
- Medal 100-lecia ustanowienia Sztabu Generalnego Wojska Polskiego – 2018, pośmiertnie[12]
- Honorowy Obywatel Radzymina